# Gewone weidechampignon
De gewone weidechampignon (Agaricus campestris) is een paddenstoel die behoort tot de familie Agaricaceae. Hij leeft saprotroof op de grond in zwak tot vrij sterk bemeste, permanente graslanden op matig zure tot neutrale zand-, veen- en kleibodems. Hij komt ook voor in gazons, bermen en soms in lichte bossen.

## Kenmerken

### Uiterlijke kenmerken
Hoed
De hoed heeft een diameter van 3 tot 10 cm en is half bolvormig tot gewelfd. De hoed is wit en licht geschubd in het centrum. De hoedhuid kan eenvoudig van de gehele hoed worden verwijderd.
Steel
De steel is 3 tot 10 cm lang en 1 tot 2 cm dik. Deze is kort, stevig en onderaan toelopend. Onderaan de steel kleurt het iets bruinig bij kneuzing. Het bovenste deel van de steel is vaak roze vanwege het doorschijnende vruchtvlees. Bij oudere paddenstoelen is de steel donkerder, bruin of roestbruin.
Manchet
Het manchet is bij deze soort weinig ontwikkeld. Dit in tegenstelling tot bij de gewone anijschampignon (Agaricus arvensis). Vaak is er slechts een smal randje zichtbaar.
Lamellen
De lamellen zijn vrijstaand. Alleen bij zeer jonge, nog gesloten vruchtlichamen zijn ze wit, daarna worden ze roze en worden ze donkerder naarmate ze ouder worden; chocoladebruin tot zwartbruin. Bij oude vruchtlichamen kleuren ze paarszwart van de sporen.
Vlees
Het vlees is wit, soms wat roodachtig als in de steel gesneden wordt.
Sporenprint
De sporenprint is zwart bruin.

### Microscopische kenmerken
De sporen zijn ellipsvormig, glad en 7-8 × 4,5-5,5 µm groot. De cystidia zijn slecht ontwikkeld. De basidia zijn 4-sporig.

## Ecologie
De weidechampignon is te vinden op grazige plekken, in weilanden. Ze vormen vaak heksenkringen.

## Verspreiding
De gewone weidechampignon komt voor op alle continenten behalve Antarctica. Ook op veel eilanden is de soort te vinden. In Midden-Europa is de soort wijdverspreid en vrij algemeen, maar als gevolg van overmatige bemesting van weilanden neemt het aantal van deze soort in Europa af. 
In Nederland komt de gewone weidechampignon algemeen voor. Hij staat op de rode lijst in de categorie 'Gevoelig'.

## Culinaire waarde
Een goed eetbare paddenstoel, alleen iets minder smaakvol dan de Agaricus bisporus. De gewone weidechampignon wordt niet gekweekt vanwege de snelle rijping van de vruchtlichamen en de korte houdbaarheid. Het is geschikt als toevoeging aan diverse vleesgerechten en soepen.
De soort is makkelijk te verwarren met de giftige karbolchampignon (Agaricus xanthoderma). Oppervlakkig gezien lijken champignons op de dodelijke kleverige knolamaniet en de vroege knolamaniet. Amanieten onderscheiden zich van champignons door hun witte lamellen. Bij champignons zijn deze roze tot bruin.